# Малое Шипилово
Малое Шипилово — село в Лысковском районе Нижегородской области. Входит в состав Кириковского сельсовета.

## География
Село расположено в 83 км к юго-востоку от Нижнего Новгорода.

## Население
Численность населения — 68 человек (2010).

## Достопримечательности
В селе сохранилась Вознесенская кладбищенская церковь, построенная в 1845 году помещиком Василием Петровичем Шипиловым. Рядом с церковью есть надгробный камень его сына Николая Васильевича Шипилова (1806—1872). Храм построен в стиле классицизма. Крестообразный в плане объём храма с боковыми четырёхколонными портиками увенчан крупным барабаном, обрамлённым колоннадой. Закрыт не позже 1930-х годов, в настоящее время пустует. В настоящее время ведётся реконструкция храма на пожертвования.